# Minimal techno
Minimal techno är en subgenre till technon. Genrens karaktär är, precis som namnet antyder, minimalistisk. Kompositionerna innehåller i regel en 4/4-bastrumma, ljudbilden är avskalad och brukar mestadels vara uppbyggd av klickljud och korta brus. Melodier förekommer, vanligtvis som loopar om en eller två takter. Den typiska minimallåten är instrumental.
Sedan 2004 har genren fått gensvar på klubbar i Europa och den har blivit mycket mer erkänd inom mainstream.
Genren är nära besläktad med microhouse.

## Artister
- Richie Hawtin (också känd som Plastikman)
- Sleeparchive
- Rekorder
- Ricardo Villalobos
- Paul Kalkbrenner
- Harald Björk
- Gaiser
- Magda
- Gabriel Ananda
- Marco Carola
- Thomas Schumacher
- Lucio Aquilina
- Flavio Diaz
- Joe Maker
- Andrea Frisina
- Louie Cut
- Avrosse
- Sisko Electrofanatik
- Andrea Roma